# Robertson-Gletscher (Antarktika)
Der Robertson-Gletscher ist ein Gletscher im Norden des ostantarktischen Viktorialands. In den Anare Mountains fließt er in südlicher Richtung zum Ebbe-Gletscher, den er östlich des Springtail Bluff erreicht.
Der United States Geological Survey kartierte ihn anhand eigener Vermessungen und Luftaufnahmen der United States Navy aus den Jahren von 1960 bis 1963. Das Advisory Committee on Antarctic Names benannte ihn 1970 nach John W. Robertson, Luftbildfotograf der Flugstaffel VX-6 auf der McMurdo-Station bei zwei antarktischen Sommerkampagnen zwischen 1967 und 1969.